# São Tomé de Vade
São Tomé de Vade (oficialmente, Vade (São Tomé)) é uma freguesia portuguesa do município de Ponte da Barca, com 1,45 km² de área e 295 habitantes 
(censo de 2021). A sua densidade populacional é 203,4 hab./km².

## Demografia
A população registada nos censos foi:
| Distribuição da População por Grupos Etários | Distribuição da População por Grupos Etários | Distribuição da População por Grupos Etários | Distribuição da População por Grupos Etários | Distribuição da População por Grupos Etários |
| -------------------------------------------- | -------------------------------------------- | -------------------------------------------- | -------------------------------------------- | -------------------------------------------- |
| Ano                                          | 0-14 Anos                                    | 15-24 Anos                                   | 25-64 Anos                                   | > 65 Anos                                    |
| 2001                                         | 34                                           | 38                                           | 131                                          | 69                                           |
| 2011                                         | 40                                           | 31                                           | 146                                          | 70                                           |
| 2021                                         | 50                                           | 22                                           | 163                                          | 60                                           |

## História
A primeira referência a São Tomé de Vade é nas Inquirições de D. Afonso II, feitas em 1220, onde consta como "Sancto Thoma de Vaadi".
Pertence à Diocese de Viana do Castelo desde 3 de novembro de 1977.	

## Património
- Igreja Paroquial de São Tomé de Vade.